# Matchless Model G7-serie
De Matchless Model G7-serie was een kleine serie 250cc-motorfietsen die het Britse merk Matchless produceerde van 1937 tot 1939. 

## Voorgeschiedenis

### Matchless Model F7-serie
In 1934 bracht Matchless het Matchless Model 34/F7 uit. Dit was een zeer eenvoudige 250cc-eencilinder zijklepper die was bedoeld als goedkope machine voor woon-werkverkeer. Het model bleef tot 1936 in productie, waarbij de naam steeds aan het jaartal werd aangepast (Model 35/F7 en Model 36/F7). In 1936 was dit model met een prijs van slechts 34 pond veruit het goedkoopste model dat Matchless aanbood. De prijs van de 250cc-kopklepper Model 36/G2 was 39 pond en 10 shilling. Kenmerkend voor alle modellen uit het begin van de jaren dertig was de ongeveer 25° voorover hellende cilinder.

## Model G7-serie
Halverwege de jaren dertig werden alle series gemoderniseerd. Niet alleen de 250cc-serie, maar ook de 350cc-Model G3-serie en de 500cc-Model G80-serie. 

### Model 37/G7
Het meest kenmerkende verschil tussen het Model 37/G7 en de oude serie was dat de cilinder nu rechtop stond. Verder werden wat uiterlijke aanpassingen gedaan. Het leren gereedschapstasje dat onder aan de buizen van het achterframe hing, werd vervangen door een stalen kastje en de rechthoekige olietank werd vervangen door een trapeziumvormig exemplaar dat de lijnen van de framebuizen volgde. De "De Luxe"-versies, waarbij meer chroom was gebruikt en die waren uitgerust met zaken als een meer uitgebreide elektrische installatie, een snelheidsmeter en een verlicht instrumentenpaneel vervielen. In plaats daarvan kocht de klant voor 39 pond en 15 shilling het basismodel met elektrisch licht en een instrumentenpaneel op de tank met een lichtschakelaar, contactschakelaar, ampèremeter en een voorbereiding voor een "Eight-Day Clock". Daarnaast kon hij in de catalogus zijn accessoires uitkiezen: 
- Afneembare bagagedrager (15 shilling)
- beenschilden (15 shilling)
- Snelheidsmeter zonder dagteller (2 pond)
- Snelheidsmeter met dagteller (2 pond en 5 shilling)
- Lucas remlicht (5 shilling)
- Duovoetsteunen (7 shilling en 6 pence)
- Duozadel (12 shilling en 6 pence)
- Hutchinson "De Luxe" duozadel voor plaatsing boven de bagagedrager (13 shilling en 6 pence)
- Eight-Day Clock[1] (1 pond en 10 shilling)

#### Motor
De zijklepmotor had dezelfde boring/slagverhouding als zijn voorganger: 62,5 x 80,0 mm, waardoor de cilinderinhoud op 245,4 cc kwam. Ze had een "Lo-Ex" aluminium zuiger en grotere koelribben op cilinder en cilinderkop. De smering gebeurde door een dry-sumpsysteem waarbij de olietank onder het zweefzadel zat. De kleppen waren afgedekt. De ontsteking geschiedde met een 6 volt accu/bobinesysteem van Lucas. 

#### Transmissie
De primaire aandrijving geschiedde met een ketting die in een oliebad in een gesloten kettingkast liep. Via de meervoudige droge plaatkoppeling en een Burman-vierversnellingsbak dreef de secundaire ketting in een open kettingkast het achterwiel aan. De vierversnellingsbak kon met aanvankelijk voor de F7-serie als extra bestellen, maar op het Model 36/F7 werd deze al standaard ingebouwd, zij het nog met handschakeling. Het Model 37/G7 had al voetschakeling. 

#### Rijwielgedeelte
Het frame was eenvoudiger geworden. In plaats van een dubbel wiegframe met twee buizen vanaf het balhoofd naar beneden was er nu een semi-dubbel wiegframe toegepast. Hierbij liep er slechts één buis naar de onderkant van het motorblok, waar ze zich in tweeën splitste. Ook de voorvork was iets vereenvoudigd. Zaten er bij het oude model nog twee frictiedempers als schokdemper op de Girder-type parallellogramvork, nu zat er nog slechts één, aan de linkerkant. De stuurdemper, eveneens uitgevoerd als frictiedemper, was gebleven. Het achterframe was ongeveerd. In beide wielen zaten trommelremmen met wartels waardoor ze met de hand instelbaar waren. Het was het enige type dat niet voorzien was van wielstandaards, maar alleen van een middenbok. 

## Model 38/G7 en Model 39/G7
De modellen 38/G7 en 39/G7 bleven vrijwel onveranderd. Wijzigingen waren ook niet echt nodig, de klanten voor een dergelijke woon-werkverkeer motorfiets stelden geen hoge eisen. In 1939 begon Matchless al zijn aandacht te richten op de oorlogsproductie, met name de 350cc-Matchless WG3L, waarvan een aantal exemplaren nog in hetzelfde jaar in Noord-Frankrijk werd ingezet. Na de Tweede Wereldoorlog kwam er pas in 1958 weer een 250cc-model, de Matchless G2. 